# Wostok 1 (stacja antarktyczna)
Wostok 1 (ros. Восток-1) – nieczynna stacja polarna, założona przez Związek Socjalistycznych Republik Radzieckich, położona na Antarktydzie.

## Położenie i warunki
Stacja znajduje się na Antarktydzie Wschodniej, 620 km od głównej radzieckiej (obecnie rosyjskiej) stacji Mirnyj. Leży ona na płaskiej powierzchni lądolodu o miąższości 2900 m, ponad 3200 m nad poziomem morza. Średnia temperatura powietrza to −47,4 °C. Najwyższa zanotowana temperatura to −24,4 °C, a najniższa −73,3 °C. Wiatr wieje niemal wyłącznie z południowego wschodu, ze średnią prędkością 5,3–8,1 m/s; najsilniejszy poryw wiatru osiągnął prędkość 22 m/s. Noc polarna trwa od 15 maja do 27 lipca.

## Historia i działalność
Stacja Wostok-1 została założona przez radziecką wyprawę, która przybyła w to miejsce 18 marca 1957 roku, w ramach Międzynarodowego Roku Geofizycznego. Od 20 kwietnia prowadzono w niej badania z zakresu meteorologii, aerologii, aktynometrii i glacjologii. Stacja przestała działać 1 grudnia tego samego roku, gdy działalność została przeniesiona do nowej stacji Wostok.